# Đấu giá trực tuyến
Đấu giá trực tuyến là cách cho phép người tham gia đấu giá các sản phẩm hoặc các dịch vụ thông qua Internet.
Khi nói đến đấu giá trực tuyến là chúng ta nghĩ ngay đến eBay, website đấu giá trực tuyến lớn nhất trên thế giới hiện nay. Giống như hầu hết các công ty đấu giá, eBay không trực tiếp bán hàng của chính mình mà chỉ giúp cho các thành viên liệt kê và trưng bày sản phẩm của họ, đấu giá các sản phẩm và thanh toán chúng. Nó hoạt động giống như là một nơi họp chợ cho các thành viên hoặc các doanh nghiệp sử dụng để đấu giá các sản phẩm và dịch vụ.
Có một vài loại hình thức đấu giá trên mạng đang hiện hữu như: đấu giá kiểu Anh, giá khởi điểm sẽ được đặt ở mức thấp và sau đó được nâng lên bới các ngưới tham giá đấu giá tiếp theo; đấu giá Hà Lan, đồng thời nhiều món hàng giống nhau sẽ được đưa lên sàn đấu giá, tất cả những người đấu giá thắng sẽ trả cùng một giá – giá cao nhất mà tất cả các món hàng đó được bán (treasury bills là một ví dụ cho kiểu đấu giá này). Hầu hết tất cả các sàn đấu giá trực tuyến đều sử dụng đấu giá kiểu Anh.

## Những ưu điểm của mô hình đấu giá trực tuyến
Không ràng buộc thời gian. Việc đặt giá có thể thực hiện bất kì lúc nào. Các sản phẩm được liệt kê trong một vài ngày (thường là từ 1 đến 10 ngày, tùy theo ý thích của người bán) để người mua có thời gian tìm kiếm, quyết định và đặt giá. Giá trị của món hàng sẽ được nâng lên theo số lượng người tham giá đấu giá
1. Số lượng người đấu giá lớn. Bởi vì tiềm năng có giá thấp, hàng hóa và dịch vụ đa dạng, dễ dàng tham gia và lợi ích xã hội của quá trình đấu giá.
2. Số lượng người bán hàng lớn. Bởi vì có nhiều người tham gia đặt giá, có thể đạt được giá cao, giảm chi phí bán hàng, dễ buôn bán.
3. Mạng lưới kinh doanh. Số lượng lớn các người tham gia đấu giá sẽ khuyến khích nhiều người bán, ngược lại số lượng lớn các người bán sẽ làm tăng số lượng người đấu giá. Càng có nhiều hoạt động thì hệ thống càng lớn mạnh, và mô hình kinh doanh càng trở nên có giá trị cho những người tham gia.
4. Đấu giá là một hình thức rõ nét nhất của sự chênh lệch giá. Vì vậy, họ cố gắng chuyển một phần thặng dư của khách hàng thành thặng dư hàng hóa. Đấu giá trên mạng là một hình mẫu hiệu quả của sự chênh lệch giá

## Hệ thống đấu giá trực tuyến
Hệ thống đấu giá trực tuyến là hệ thống công nghệ thông tin cho phép mọi người giao lưu trao đổi các sản phẩm dịch vụ dưới hình thức đấu giá trên nền website, internet được thiết kế sẵn bởi phía quản trị, cung cấp dịch vụ. Hệ thống đấu giá trực tuyến cần phải được đăng ký hoạt động và đúng theo các luật về hoạt động của hệ thống đấu giá trực tuyến và có các ràng buộc được thông báo, niêm yết một cách công khai và rõ ràng để khi hệ thống hoạt động không có các vi phạm nào xảy ra đảm bảo đúng quy trình và chính xác, chống phủ định.

## Mục đích hệ thống đấu giá trực tuyến
Hệ thống đấu giá trực tuyến được xây dựng với mục tiêu là cung cấp một môi trường ảo trên internet giúp cho các tổ chức, cá nhân có sản phẩm, hàng hóa gặp gỡ khách hàng và trao đổi buôn bán nhanh chóng, tiện lợi thông qua hình thức đấu giá. Người bán có thể bán được sản phẩm hàng hóa của mình và người mua có thể mua được sản phẩm hàng hóa với một giá có thể trả cho sản phẩm hàng hóa đó.
- Đối với bên cung cấp sản phẩm hàng hóa: Hệ thống đấu giá trực tuyến sẽ hỗ trợ một môi trường giao lưu, buôn bán linh động. Tăng tỉ lệ tìm kiếm các khách hàng tiềm năng cho sản phẩm hàng hóa mà tổ chức, cá nhân đang cung cấp.
- Đối với bên tham gia (người mua): Hệ thống đấu giá trực tuyến sẽ giúp người mua (hay còn gọi là các khách hàng của tổ chức cá nhân cung cấp sản phẩm hàng hóa) tìm kiếm được các sản phẩm hàng hóa mong muốn với một kỳ vọng giá có thể chi trả.

## Chức năng của hệ thống đấu giá trực tuyến
Hệ thống đấu giá trực tuyến sẽ cung cấp các thông tin liên quan đến sản phẩm hàng hóa đang được tham gia đấu giá, các thông tin về bên bán cung cấp sản phẩm hàng hóa và các tin tức khác có liên quan. Đặc biệt là các quy định cần tuân thủ khi tham gia hệ thống đấu giá cũng như các điều luật về đấu giá trực tuyến, các hướng dẫn mua bán hàng hóa và thanh toán trên hệ thống đấu giá trực tuyến.
Người dùng hệ thống có thể tra cứu thông tin về sản phẩm, hàng hóa và các quy định cho mỗi sản phẩm đấu giá. Và truy cứu thông tin kết quả của các phiên đấu giá cho mỗi sản phẩm hàng hóa, các thông tin liên quan khác.
Hệ thống kỹ thuật phục vụ hoạt động đấu giá trực tuyến phải có các chức năng tối thiểu sau:
- Ghi nhận và lưu trữ mọi mức giá được trả trong một cuộc đấu giá;
- Sau thời điểm bắt đầu một cuộc đấu giá, cứ 30 (ba mươi) giây một lần hiển thị trên website mức giá cao nhất được ghi nhận và người trả mức giá đó để mọi bên tham gia cuộc đấu giá có thể xem được.

Trường hợp hệ thống không cho phép người tham gia đấu giá rút lại giá đã trả, hệ thống phải có thông báo rõ ràng đối với người tham gia đấu giá về việc này ngay trước thời điểm đấu giá. Thông báo phải nêu cụ thể trách nhiệm của người tham gia đấu giá trong trường hợp trả giá nhưng không mua hàng.

## Cơ chế hoạt động của hệ thống đấu giá trực tuyến
Các bên tham gia và hệ thống phải đăng kí các thông tin liên quan theo yêu cầu để có thể được cấp một tài khoản truy cập vào hệ thống. Sau khi đã đăng ký thành công, bên cung cấp sản phẩm hàng hóa muốn đăng tải sản phẩm hàng hóa lên hệ thống cần cung cấp đầu đủ các thông tin về sản phẩm hàng hóa đó như báo giá, mô tả về sản phẩm, hình ảnh,… theo đúng các bước một hệ thống đấu giá trực tuyến yêu cầu. Còn đối với bên tham gia đấu giá trước khi đấu giá một sản phẩm hàng hóa cần nạp tiền vào ví theo các hình thức mà hệ thống cung cấp và đặt cọt đấu giá, trả giá cho sản phẩm hàng hóa. Nếu thành công thì sẽ hệ thống sẽ xuất hóa đơn thanh toán và yêu cầu thanh toán.

## Đối tượng người dùng của hệ thống đấu giá trực tuyến
Bên sở hữu, quản trị hệ thống: Bên sở hữu, quản trị hệ thống hay còn được gọi là bên cung cấp dịch vụ đấu giá trực tuyến. Đối tượng này cung cấp một môi trường với các cơ sở hạ tầng công nghệ thông tin, các công cụ để giúp cho các bên cung cấp sản phẩm hàng hóa đấu giá, bên trực tiếp tham gia và hoạt động đấu giá có thể tiến hành các hoạt động của mình, trao đổi buôn bán hàng hóa thuận tiện.
Bên cung cấp sản phẩm hàng hóa để bán: Trước khi đưa các sản phẩm hàng hóa lên đấu giá thì bên cung cấp sản phẩm hàng hóa phải đăng ký thông tin cá nhân/tổ chức để được cấp tài khoản đăng nhập vào hệ thống đấu giá trực tuyến. Khi muốn đưa sản phẩm hàng hóa lên đấu giá thì bên cung cấp sản phẩm hàng hóa cần phải cung cấp đầy đủ các thông tin về sản phẩm hàng hóa mà hệ thống đấu giá trực tuyến yêu cầu để có thể đảm bảo được các chính sách, quy định và đảm bảo thực hiện đúng cũng như đảm bảo tính chống phủ định.
Bên đấu giá để giành quyền mua: Bên tham gia đấu giá muốn tham gia vào hệ thống đấu giá nào phải đăng ký là thành viên của hệ thống đấu giá đó. Sau đó khi đấu giá một sản phẩm hàng hóa nào thì cần phải nạp tiền trước khi tham gia đấu giá. Và bên tham gia đấu giá cần phải tuân thủ các quy định chung về phiên đấu giá mà hệ thống đã quy định.

## Phạm vi áp dụng
Phạm vi về không gian: Không giới hạn vùng lãnh thổ địa lý, không có ràng buộc về khoảng cách, không hạn chế về các sản phẩm hàng hóa đấu giá cũng như số lượng người tham gia đấu giá.
Phạm vi về thời gian: Đối với mỗi sản phẩm hàng hóa được đấu giá đều được ấn định thời gian bắt đầu cũng như kết thúc phiên đấu giá. Vì vậy với mỗi người tham gia đấu giá muốn tham gia đấu giá sản phẩm hàng hóa nào thì cần xem xét về thời gian đấu giá, có khả năng truy cập vào hệ thống đấu giá trực tuyến mà phía quản trị cung cấp dịch vụ đấu giá thông qua internet. Sản phẩm được đem ra đấu giá đều có thời gian tồn tại được ấn định trước, sau thời gian đó sẽ được xóa khỏi hệ thống.